# Вооружённые силы Объединённых Арабских Эмиратов
Вооружённые силы Объединённых Арабских Эмиратов (араб. القوات المسلحة لدولة الإمارات العربية المتحدة‎) — совокупность войск, предназначенных для защиты свободы, независимости и территориальной целостности государства (ОАЭ). 
В состав вооружённых сил входят: Сухопутные войска, Военно-морские силы (включая морскую пехоту), Военно-воздушные силы, Национальная береговая охрана. 

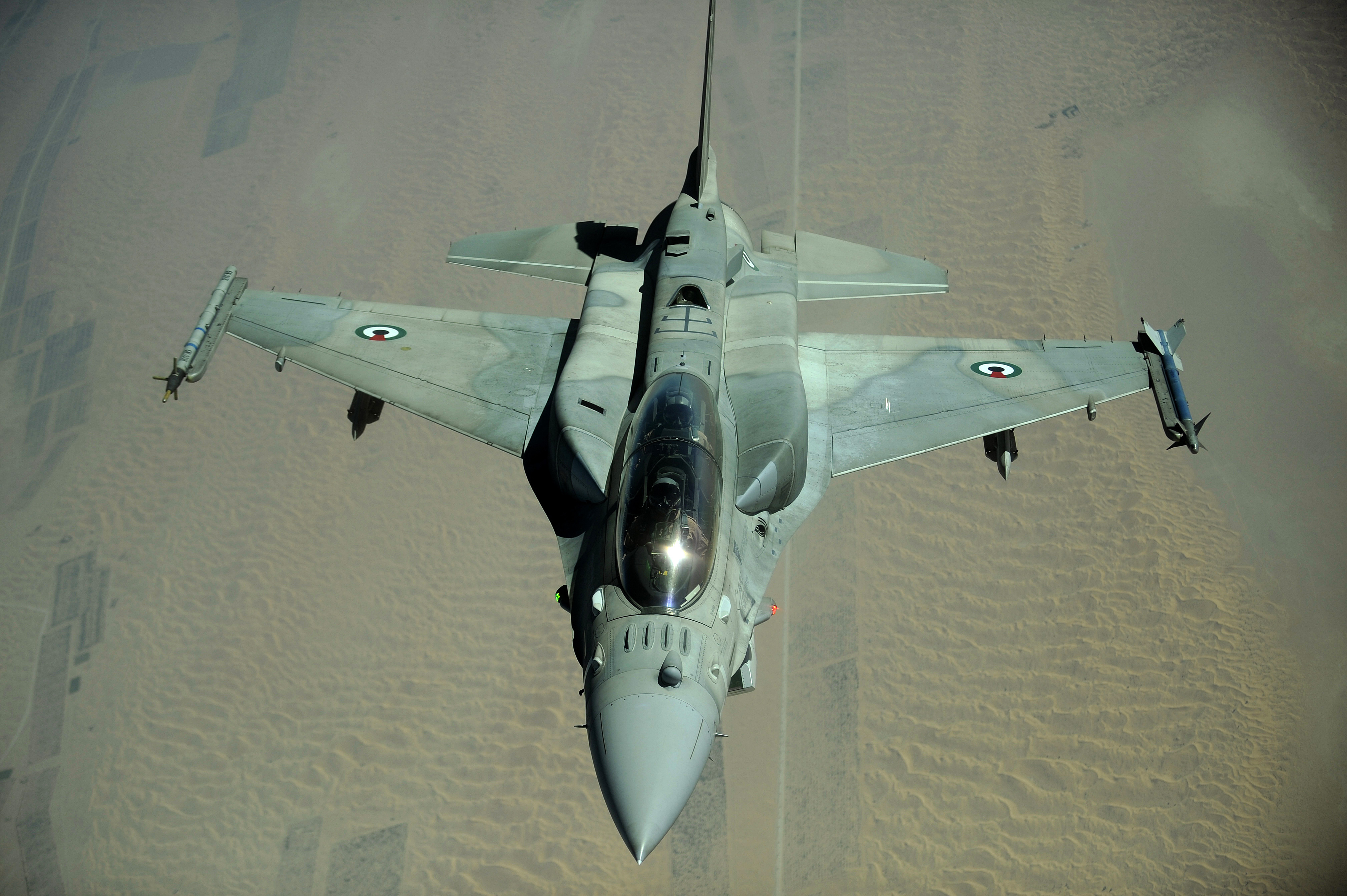
F-16

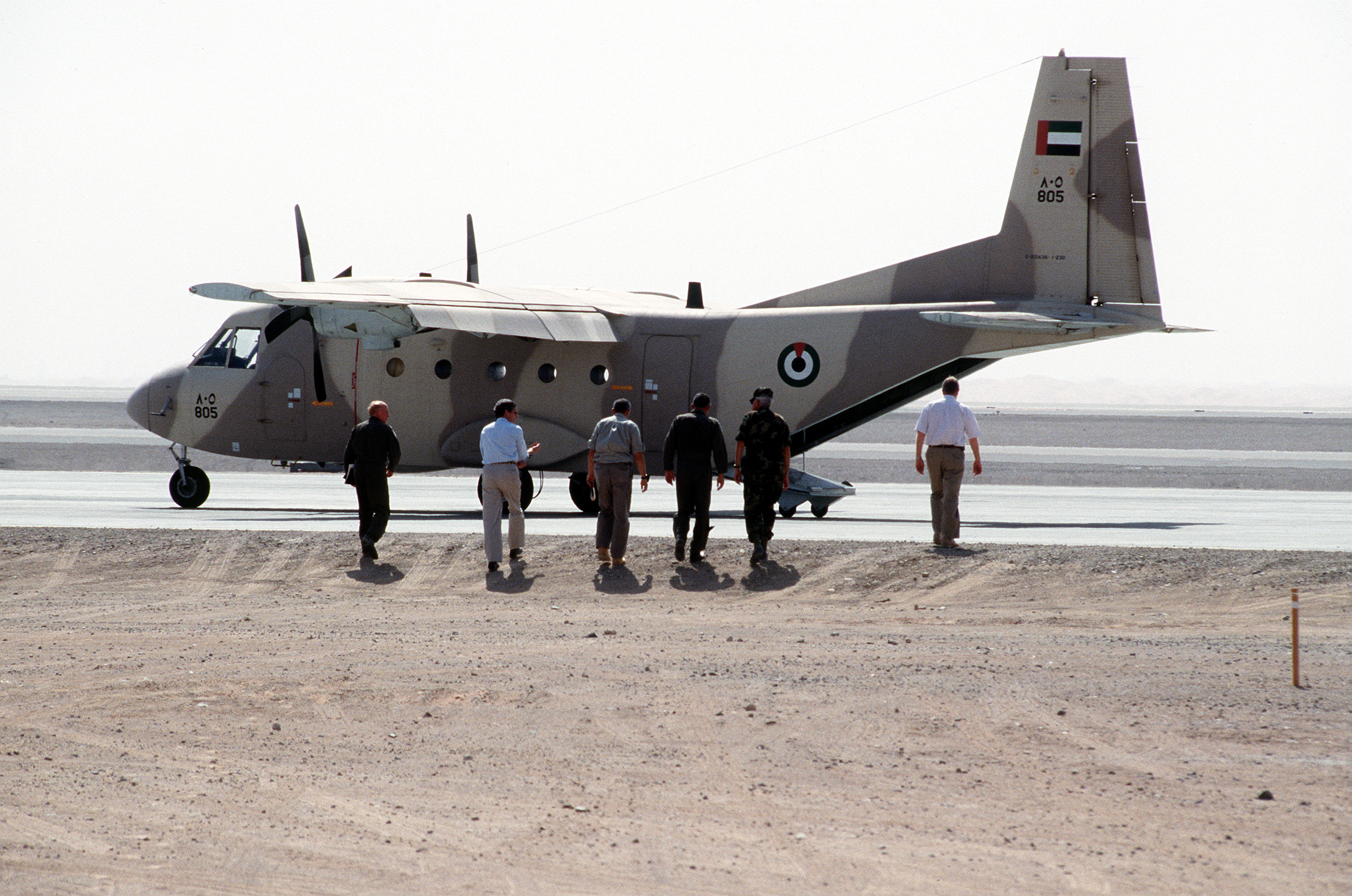
CN-235

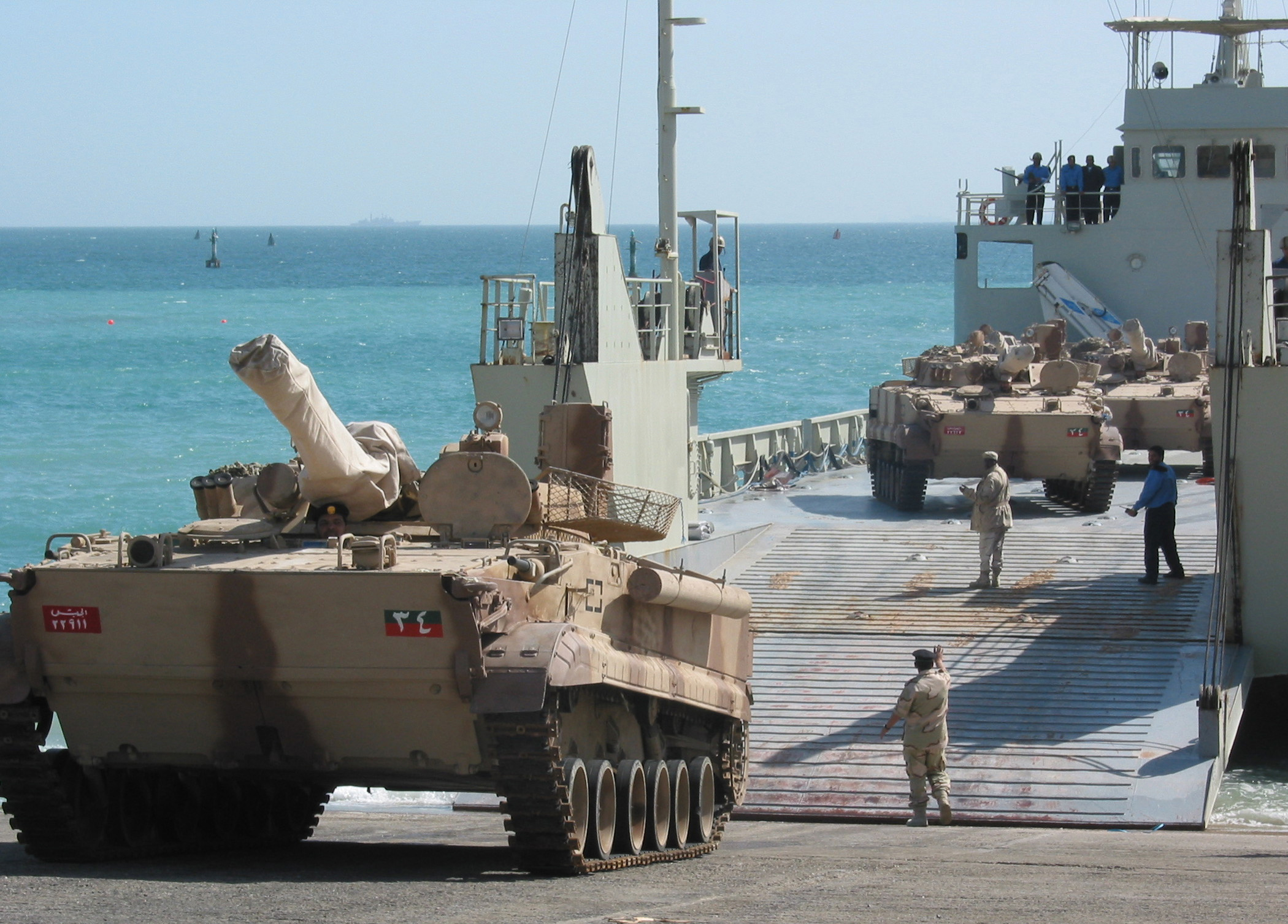
БМП-3 Вооружённых сил ОАЭ

## История
Объединённые вооружённые силы ОАЭ созданы в 1976 г. 
В 1978 г. из их состава вышли Дубай и Рас-эль-Хайма, но последний впоследствии вернулся назад. Дубай до сих пор сохраняет значительную самостоятельность в военной области.
Военный бюджет, составлявший в середине 90-х 2 млрд долларов, вырос к концу 90-х до 3,2 млрд долларов; реальные военные расходы ещё выше и составляют 3,8 млрд долларов в 1999 г., 3,9 млрд долларов — в 2000 г.
По импорту вооружений в 1990-е годы с ОАЭ могла соперничать только Саудовская Аравия.
С 2014 года военная служба обязательна для граждан мужского пола в возрасте от 18 до 30 лет. Обязательная служба длится от 16 месяцев (для мужчин, имеющих свидетельство об окончании средней школы) до трех лет (для мужчин, не имеющих свидетельства об окончании средней школы). Женщины могут пройти добровольную службу в армии в течение 9 месяцев. К 2021 году 85% личного состава армии ОАЭ составляли иностранцы, преимущественно уроженцы Йемена и других арабских стран.
Личный состав вооружённых сил ОАЭ принимает участие в подготовке военнослужащих других стран.
После подписания соглашения о военном сотрудничестве с ОАЭ, в Сомали прибыла группа военных инструкторов из ОАЭ, начавшая обучение местных военнослужащих. В июне 2015 года группировкой «Аль-Шаабаб» была предпринята попытка покушения на инструкторов из ОАЭ (в результате взрыва заминированного автомобиля возле здания военного госпиталя в Могадишо были убиты три сомалийских солдата, но инструкторы не пострадали). 10 февраля 2024 года на военной базе в Могадишо солдат Сомали открыл огонь по иностранным военным инструкторам и другим находившимся на базе солдатам. Он успел убить не менее 9 человек (в том числе, одного военного инструктора ОАЭ) и ранить ещё 10, прежде чем был уничтожен ответным огнём. В дальнейшем, несколько раненых скончались от оказавшимися смертельными ранений и количество погибших увеличилось до 13 человек (четверо из которых были иностранными военными инструкторами).
Вооружённые силы ОАЭ принимают ограниченное участие в миротворческих операциях ООН (потери ОАЭ во всех миротворческих операциях с участием страны составили 1 человека погибшим).

## Структура
- Сухопутные войска Объединённых Арабских Эмиратов
- Военно-воздушные силы Объединённых Арабских Эмиратов
- Военно-морские силы Объединённых Арабских Эмиратов
- Береговая охрана Объединённых Арабских Эмиратов

## Вооружение
Большая часть вооружений ОАЭ западного производства, хотя в 90-е г.г. заключён ряд крупных контрактов и с Россией (БМП, РСЗО, ЗРК). 
бронетехника
На 2011 год на вооружении находятся 388 французских танков Леклерк.
авиатехника
С 1998—2000 гг. были заключены два крупных контракта на поставку авиатехники одного класса из Франции («Мираж-2000-9») и США (F-16C/D Блок 60). 

### Контракты
- 1993 год: контракт на 3,6—4,6 млрд долларов на поставку в 1994—2003 гг. 436 танков «Леклерк» и машин на его базе (388 танков, 2 учебных танка и 46 БРЭМ); для сравнения, на 1993 год ОАЭ имели всего 136 ОБТ — 100 AMX-30 и 36 OF-40;
- 1994 год: контракт на 180 млн долларов на поставку 1100 чешских грузовиков фирмы «Татра»;
- 1994 год: контракт на 350 млн долларов на поставку 2 голландских фрегатов типа «Kortenaer» (поставлены в 1996—1998 гг.; для них закуплены 24 ЗУР RIM-7M «Си Спарроу», а в октябре 2001 г. заказаны 12 ПКР RGM-84L «Гарпун Блок-2»);
- 1998 год: контракт с Францией на 5,5 млрд долларов на поставку 30 «Мираж-2000-9» и модернизацию в этот стандарт 33 из имеющихся «Мираж-2000-5» ;
- 1999 год: контракт на 150 млн долларов на поставку 4 морских патрульных самолётов CN-235-200MPA индонезийского производства;
- 2000 год: контракт с США на 6,4 (или 7,9) млрд долларов на поставку 80 F-16C/D;
- 2000 год: контракт с Россией на 734 млн долларов на поставку в 2003—2005 гг 50 ЗРК 96К6 «Панцирь С-1» и ~1200 ЗУР для них.

Характерно создание поставщиками специальных модификаций военной техники и образцов вооружений по требованиям ОАЭ. 